# Tabiín
Els tabiun o seguidors (àrab: التابعون, at-tābiʿūn, ‘els seguidors’, en singular التابع, at-tabiʿ, el tabi, en femení التابعة, at-tabiʿa, la tàbia) és el nom que la tradició islàmica dona a la primera generació de musulmans que van néixer després de la mort del profeta Muhàmmad, però que encara eren coetanis dels sahaba o «companys» directes de Profeta. En tant que tabiun, van exercir un paper important en el desenvolupament del pensament i la filosofia islàmics i en el desenvolupament polític del califat primerenc. En particular, van exercir un paper vital en la partició de la comunitat islàmica entre sunnites i xiïtes.
El primer tabi en morir va ser Zayd ibn Mamar ibn Zayd, 30 anys després de l'Hègira, i l'últim va ser Khàlaf ibn Khalifa, que va morir el 180 dH. Per tant, molts dels tabiun van ser encarregats de preservar les tradicions islàmiques de l'època dels sahaba per als musulmans posteriors.

## Llistat detabiun
- Abd-Al·lah ibn Amr
- Abd-Al·lah ibn Muhàmmad ibn al-Hanafiyya
- Al-Àhnaf ibn Qays[3]
- Abu-Múslim al-Khawlaní
- Al-Hàssan al-Basrí (130-180 dH)
- Al-Hàssan ibn Muhàmmad ibn al-Hanafiyya (d. 100 dH)
- Àlqama ibn Qays an-Nakhaí
- Al-Qàssim ibn Muhàmmad ibn Abi-Bakr (d. 103 dH)[3]
- Atà ibn Abi-Rabah (d. 106 dH)[3]
- Ibn Jurayj
- Hammam ibn Munàbbih
- Ibn Xihab az-Zuhrí (d. 124 dH)[3]
- Maixruq ibn al-Ajda (d. 103 dH)[3]
- Muhàmmad ibn Abi-Bakr
- Mujàhid ibn Jabr
- Saïd ibn al-Musàyyab (d. 93 dH)[3]
- Ubayd-Al·lah ibn Abd-Al·lah (d. 98 dH)[3]
- Urwa ibn az-Zubayr (d. 94 dH)[3]
- Zayd ibn Alí (d. 740 dC o 122 dH?)